# Digitální radiografie

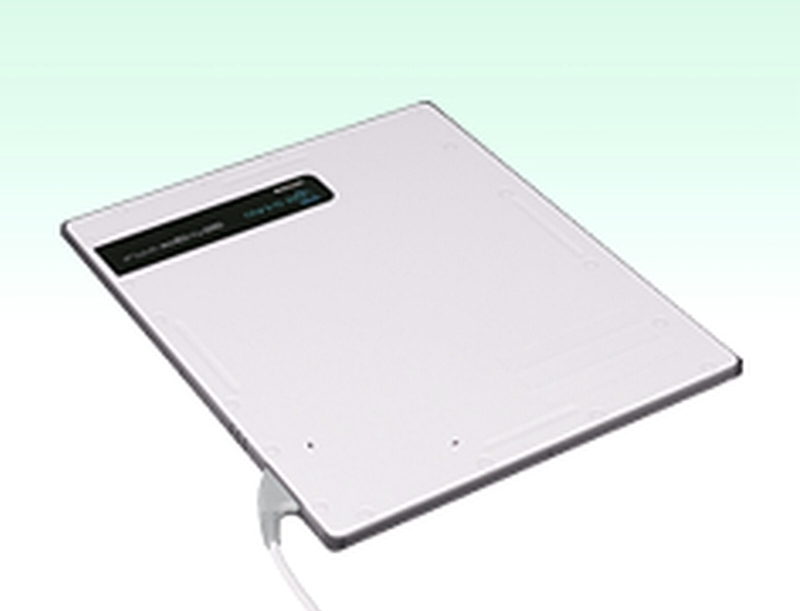
Plochý panel detektoru, používaný v digitální radiografii

Digitální radiografie je zobrazovací metodou používanou v radiologii při které se na místo filmu nebo luminiscenčního stínítka využívají elektronické zobrazovací systémy. Výhodou je především výrazná časová úspora, jelikož odpadá zdlouhavé chemické vyvolávání filmů, ale také možnost převedení snímků do digitální podoby a jejich následné vylepšování (postprocessing). Další výhodou, oproti klasickým zobrazovacím metodám je větší dynamický rozsah a také to, že k získání stejného kontrastu snímku je potřeba méně záření, a tím dochází ke snížení radiační dávky, kterou obdrží nejen pacient, ale i nemocniční personál.

## Detektory
Obecně se radiografické digitální detektory rozdělují na výpočetní (nepřímou) radiografii (Computed radiography – CR) a přímou radiografii (Direct Radiography – DR). Nebo také z hlediska způsobu jakým převádějí fotony rentgenové záření na elektrický signál na detektory s přímou a nepřímou konverzí.
Při nepřímé digitalizaci se obraz získává ve čtecím zařízení, pomocí digitalizace obrazu zaznamenaném na speciální fólii. Ta je umístěna v kazetě, která má shodné rozměry s klasickými filmovými kazetami. Naopak při přímé digitalizaci dochází ke snímání obrazu detektorem zabudovaným přímo v rentgenovém přístroji a odpadá tudíž veškerá manipulace s kazetami, snímek je během krátké chvíle po expozici automaticky digitalizován. Nevýhodou je, že tento systém není, na rozdíl od nepřímé digitalizace, kompatibilní s většinou rentgenových zařízení.
Další možností je nepřímo digitalizovat klasické rentgenové filmy pomocí automatických denzitometrů. Film je buď skenován laserem podobně jako tomu je u výpočetní radiografie, nebo je posouván nad zářivkou a pomocí řady CCD detektorů se sleduje množství prošlého světla. Oproti ostatním metodám digitalizace je nevýhodou, že je potřeba klasicky vyvolat rentgenový film, díky čemuž se jedná o velmi zdlouhavý proces.

### Výpočetní radiografie
Výpočetní radiografie (Počítačová radiografie) využívá nejčastěji paměťové fólie skládající se z citlivé vrstvy, která obsahuje atomy europia (BaFCl:Eu2+). Při dopadu fotonů dochází v citlivé vrstvě k excitaci a uvolnění elektronů, které jsou zachyceny v metastabilních hladinách (elektronových pastích), tím vzniká latentní elektronový obraz. Jedná se tedy o detektor s nepřímou konverzí. Latentní obraz se následně vyčte ve speciální čtečce pomocí fotostimulace červeným laserovým paprskem, který je volen tak, aby se jeho spektrum lišilo od emisního spektra filmu. Tím dochází k uvolnění “uvězněných” elektronů do vodivostního pásu, které je doprovázeno emisí fotonu ve viditelném spektru. Takto vyzářené fotony je následně možné registrovat citlivým fotonásobičem a pomocí AD převodníku je převést do digitální formy. Před fotonásobič se navíc vkládá barevný filtr propouštějící pouze fotony emitované scintilační vrstvou.

### Přímá radiografie – Flat panel detektory
Flat panel detektory (flat = plošný, plochý) se skládají z velkého množství detekčních elementů (pixelů) sestavených do matice (2000 x 2000 i víc). Úroveň elektrického signálu v daném elementu je úměrná intenzitě záření, které na dané místo dopadlo. Vzniklý signál se vyčte pomocí tzv. thin-film tranzistorové matice a následně putuje přes AD převodník do počítače. Během ozáření je ve fotonásobiči/fotodiodě zachycen elektrický náboj a tranzistor je v tu chvíli nevodivý. Naopak při vyčítání se tranzistor sepne a stává se tak vodivým, a tím umožňuje pohyb náboje mezi fotonásobičem/fotodiodou a zesilovačem. Rozlišujeme dva hlavní druhy flat panel detektorů:
1. Flat panel detektory s přímou konverzí využívají vrstvy amorfního selenu (a-Se), která převádí dopadající fotony přímo na elektrický náboj. Výhodou je, že jsme schopni vyrobit velmi malé pixely a docílit tak velkého obrazového rozlišení. V dnešní době se v praxi používají jen velmi zřídka, avšak pravděpodobně jim patří budoucnost.
2. Flat panel detektory s nepřímou konverzí mají nejdříve měděnou vrstvu zajišťující build-up dávky (nárůst dávky v důsledku relativně dlouhého dosahu sekundárně nabitých částic, které vzniknou v pacientovi interakcí fotonů), následuje vrstva scintilační látky (nejčastěji jodid cesný – CsI), ve které dopadající fotony vzbuzují světelné záblesky. Ty jsou následně zachyceny polovodičovými fotodiodami z amorfního křemíku (a-Si) na skleněném substrátu, v nichž se uvolňuje elektrický náboj. Tato konstrukce detektorů je v současné době nejpoužívanější.

Flat panel detektory se také používají ve verifikačních a dozimetrických systémech, v radioterapii s modulovanými svazky (IMRT) a v radioterapii řízené obrazem (IGRT) – v izocentrických ozařovačích s lineárním urychlovačem a v kybernetickém gama-noži, označují se zkratkou EPID (Electronic Portal Image Device).

## Použití
S digitální radiografií se můžeme nejčastěji setkat v medicíně (skiaskopie, skiagrafie, mamografie, subtrakční angiografie, dentální radiografie), ale své uplatnění nalézá také různých odvětvích průmyslu (nedestruktivní testování, ochrana obyvatel).

## Vynález digitální radiografie
Tento systém byl vynalezen na začátku 60. let 20. století, během vývoje kompaktního, lehkého, přenosného vybavení pro nedestruktivní testování na palubách amerického námořního letectva. Frederick G. Weighart a James F. McNutly spoluvynalezli zařízení, které bylo jako první schopné produkovat digitální rentgenový (skiaskopický) snímek.

## Vývoj
- 1977 – Digitální subtrakční angiografie
- 1980 – Výpočetní radiografie
- 1987 – Detektory s vrstvou z amorfního selenu
- 1990 – Charge-coupled device (CCD)
- 1994 – Detektory se seleniovou vrstvou nanesenou na rotující válec
- 1995 – Falt panel detektory na bázi amorfního křemíku se scintilační vrstvou CsI
- 1995 – Falt panel detektory na bázi amorfního selenu
- 1997 – Falt panel detektory se scintilační vrstvou z gadolinia (Gd
2O
2S)
- 2001 – Přenosné gadoliniové flat panel detektory
- 2001 – Dynamické flat panel detektory pro skiaskopii